# Урош Радаковић
Урош Радаковић (Београд, 31. март 1994) је српски фудбалер, одбрамбени играч турског клуба ФК Анкарагуџу.
Дебитовао је у Купу Италије 28. новембра 2012. године у мечу против Ливорна, где је одиграо свих 90 минута. Своју другу утакмицу Купа Италије одиграо је 19. децембра 2012. у победи над Наполијем од 2-1, поново одигравши пуних 90 минута.
Године 2020. године играо је на позајмици за казахстански клуб „Астана“.